# Gmina Gudme
Gmina Gudme (duń. Gudme Kommune) - istniejąca w latach 1970-2006 gmina w Danii w  okręgu Fionii (Fyns Amt). 
Siedzibą władz gminy było miasto Gudme. 
Gmina Gudme została utworzona 1 kwietnia 1970 na mocy reformy podziału administracyjnego Danii. Po kolejnej reformie administracyjnej w roku 2007 weszła w skład nowej gminy Svendborg.

## Dane liczbowe
- Liczba ludności: (♀ 3176 + ♂ 3231) = 6407
  - wiek 0-6: 8,7%
  - wiek 7-16: 14,9%
  - wiek 17-66: 62,1%
  - wiek 67+: 14,3%
- zagęszczenie ludności: 53,4 osób/km² (2004)
- bezrobocie: 6,0% osób w wieku 17-66 lat
- cudzoziemcy z UE, Skandynawii i USA: 169 na 10 000 osób
- cudzoziemcy z krajów Trzeciego Świata: 119 na 10 000 osób
- liczba szkół podstawowych: 4 (liczba klas: 42)